# معاهدة بوخارست (1812)

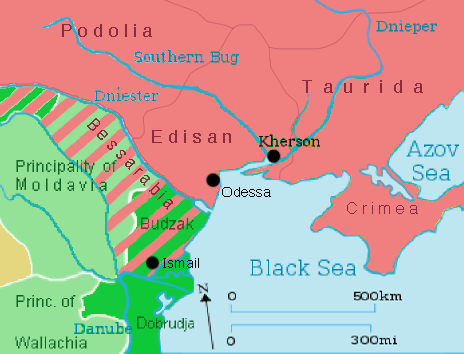

معاهدة بوخارست هي معاهدة وقعتها الدولة العثمانية مع الإمبراطورية الروسية. وُقعت المعاهدة في 28 مايو 1812 في بوخارست. كان من أهم شروطها بقاء ولايتي الأفلاق والبغدان خاضعين للسيطرة العثمانية.